# شهر شیطان
شهر شیطان (به انگلیسی: City of Evil) سومین آلبومی است که توسط گروه هوی متال آمریکایی اونجد سون‌فولد در جون ۲۰۱۰ منتشر شد. ضبط این آلبوم در شرکت «Warner Bros. Records» و به تهیه کنندگی اندرو مورداک انجام شد. بیشتر آهنگ‌های معروف گروه اونجد سون‌فولد از همین آلبوم بود که از معروف‌ترین آنها می‌توان به «کشور خفاش»، «پایین را بسوزان» و «توقیف روز» نام برد. از این آلبوم می‌توان به عنوان موفق‌ترین آلبوم گروه اونجد سون‌فولد نام برد. «شهر شیطان» مقام سی ام در جدول بیلبورد ۲۰۰ را بدست آورد. نزدیک به ۱٬۵۰۰٬۰۰۰ نسخه از آن در آمریکا و نزدیک به ۲٬۵۰۰٬۰۰۰ نسخه از آن در سراسر جهان فروخته شد. دو آهنگ «کشور خفاش» و «توقیف روز» از این آلبوم به صورت موزیک ویدئو نیز منتشر شد؛ که کارگردانی این موزیک ویدئوها بر عهده «مارک کلاسفیلد» و «تونی پترسن» بود. این آلبوم مقام ۶۳ را از مجله «گیتار ورلد» از لحاظ بهترین زدن گیتار در یک آلبوم در طول تاریخ را بدست آورد.

## ترک لیست
| شماره | نام                    | مدت  |
| ----- | ---------------------- | ---- |
| ۱.    | «دیو و هرزه»           | ۵:۴۱ |
| ۲.    | «بسوزانش»              | ۴:۵۸ |
| ۳.    | «کور در زنجیر»         | ۶:۳۵ |
| ۴.    | «کشور خفاش»            | ۵:۱۳ |
| ۵.    | «دور انداختنی و متفرق» | ۵:۵۵ |
| ۶.    | «روز را تصاحب کن»      | ۵:۳۲ |
| ۷.    | «مار زنگی»             | ۷:۰۱ |
| ۸.    | «پایان گناهکار»        | ۷:۱۰ |
| ۹.    | «استحکام جهانی»        | ۹:۱۴ |
| ۱۰.   | «خیانت»                | ۶:۴۷ |
| ۱۱.   | «ام.آی. ای»            | ۸:۴۶ |